# Manker (Fehrbellin)

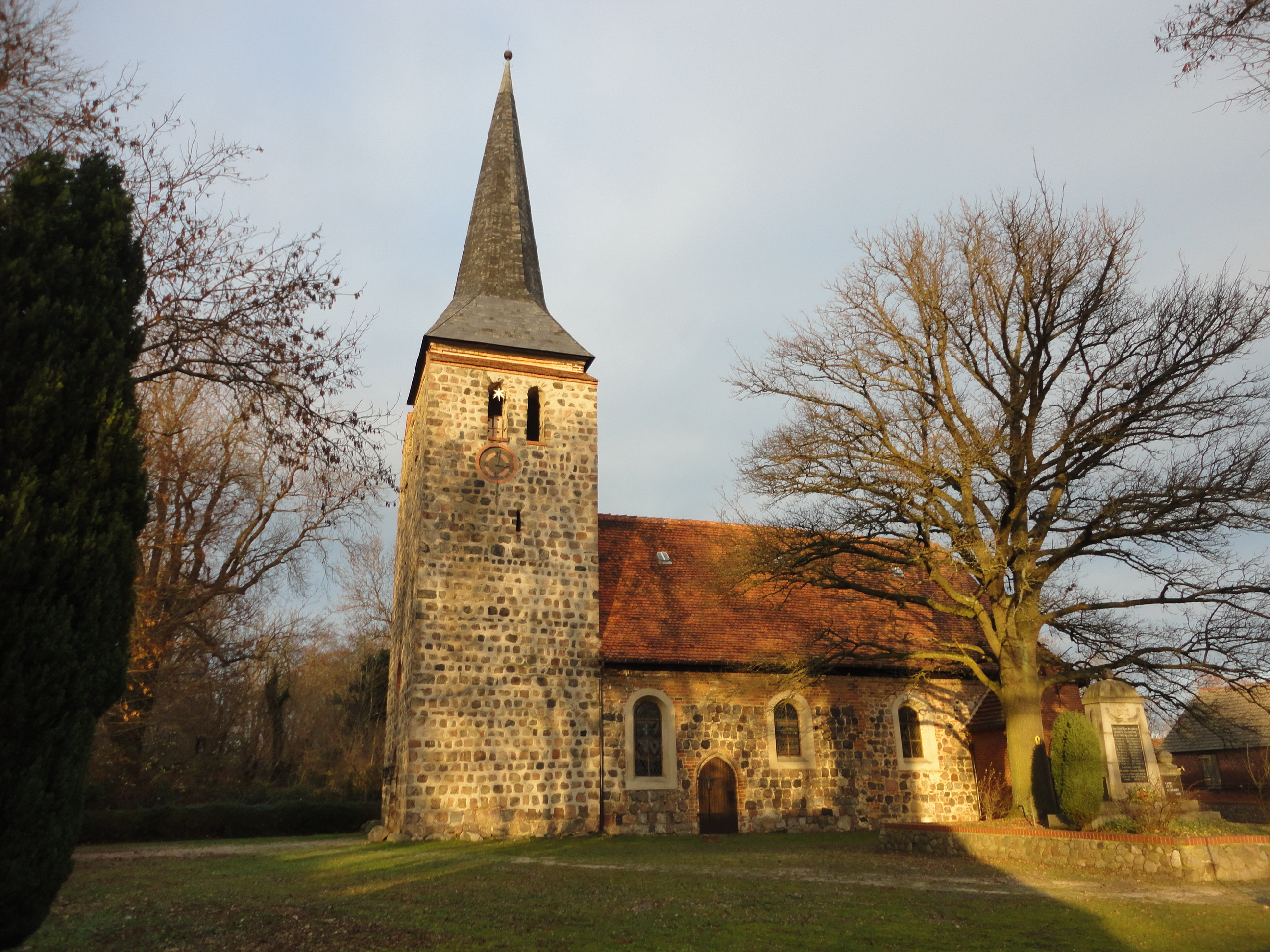
Die Dorfkirche Manker

Manker ist ein Ortsteil der Gemeinde Fehrbellin im Landkreis Ostprignitz-Ruppin im Land Brandenburg. Das Straßendorf hat eine Größe von 16,7 km², hier wohnten im Oktober 2009 321 Einwohner.

## Geographie
Manker liegt 11 Kilometer nordwestlich von Fehrbellin. Der Ortsteil liegt am Nordrand des Rhinluches. Manker liegt an der L 165 zwischen dem Temnitztaler Ortsteil Garz und Protzen.

## Geschichte
Die erste urkundliche Erwähnung stammt wahrscheinlich aus dem Jahre 1365. Der Name Manker ist ungeklärt, deutet aber auf einen mehlverarbeitenden Beruf hin. Denkbar ist aber auch, dass der Name slawischen Ursprungs ist und vom Vornamen Mąkaŕ (mit nasalem a) herrührt. Ein Turm zu Manker wird 1388, ein Krug wird 1590 erwähnt. Um 1490 war Manker ein Teil der im Kern reichsunmittelbaren Herrschaft Ruppin unter der Landesherrschaft der Grafen von Lindow-Ruppin. Später gehörte es zum Kreis Ruppin der Mark Brandenburg, ab 1815 der Provinz Brandenburg. Im Dreißigjährigen Krieg wurde das Dorf zerstört, es wurde aber wieder aufgebaut. Im Jahr 1722 lebten 240 Einwohner in Manker. Im Jahre 1860 gab es zwei Ziegeleien und eine Getreidemühle in Manker. Der Ort hatte im Jahre 1891 590 Einwohner.
Nachdem eine LPG Typ I im Jahre 1954 geschlossen worden war, wurde ein LPG Typ III gegründet. 1958 gehörten das Dorf komplett zu dieser LPG. Seit 1992 gehörte Manker zum Amt Fehrbellin, seit 2003 ist es ein Ortsteil von Fehrbellin.

## Sehenswürdigkeiten

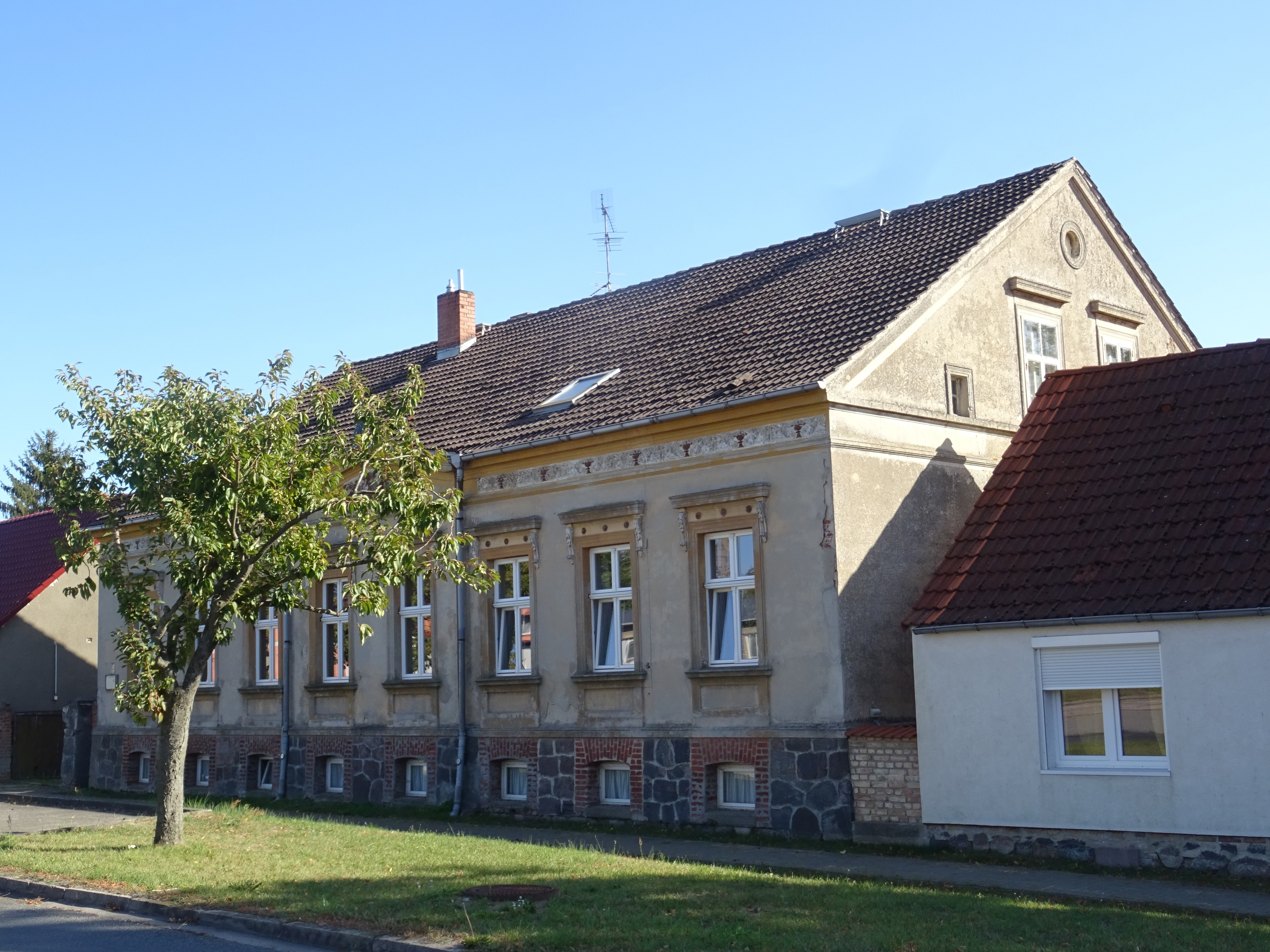
Manker Dorfstr. 41

### Die Dorfkirche Manker
- Die Dorfkirche Manker entstand in der zweiten Hälfte des 13. Jahrhunderts. Im 15. oder frühen 16. Jahrhundert wurde die Kirche im spätgotischen Stil erneuert. Von 1713 bis 1716 wurde die Kirche nochmal stark verändert, so wurde sie in Richtung Osten um das Doppelte verlängert. Aus dieser Zeit stammt auch der Kanzelaltar im Inneren. Der Taufengel wurde in der ersten Hälfte des 18. Jahrhunderts erstellt. Die Orgel stammt aus dem Jahr 1865 und wurde von Friedrich Hermann Lütkemüller aus Wittstock aufgestellt.

### Weitere Bauwerke
- Das Spritzenhaus befindet sich bei der Kirche und wurde 1915 erbaut. Es ist ein Ziegelbau mit einem Schlauchturm.
- Das Gehöft mit der „Villa Falkenberg“ wurde 1899 als Teil eines Vierseithofes erbaut. Der Grundriss ist rechteckig, allerdings ist das Haus mit Risalite stark gegliedert. An der Hausecke zum Ortsausgang befindet sich ein Türmchen mit Spitzhelm.
- Das Wohnhaus des Freigutes in der Dorfstraße 47 entstand Ende des 18. Jahrhunderts. Das Haus ist zweigeschossig und hat ein Krüppelwalmdach.
- In der Dorfstraße 56 steht das ehemalige Schulgehöft mit der Dorfschule. Das Gehöft wurde 1889 erbaut. Der Ziegelbau ist ein typischer Bau aus der damaligen Bauzeit.

## Persönlichkeiten
- Werner Pöls (* 1926 in Manker; † 1989 in Braunschweig), Historiker und Politiker (CDU)
- Anton Henning (* 1964 in Berlin), Künstler, lebt und arbeitet in Manker[2]